# 桑杜县
桑杜縣（英語：Sandu District）是西非國家甘比亞上河區轄下的4個縣之一。根據甘比亞政府於2013年所作的人口調查數據顯示，居住於桑杜縣的總人口數為21346人。